# 30 ans : Live au Stade de France
Albums de Kassav
All U Need Is Zouk
(2007) Sonjé
(2013)
30 ans : Live au Stade de France est un album live du groupe Kassav, enregistré le 16 mai 2009 au Stade de France, dans lequel de nombreux invités sont venus fêter les 30 ans de carrière du groupe.

## Histoire
Le 16 mai 2009, Kassav fête ses trente ans d'existence au Stade de France, devant 65 000 personnes, avec Admiral T en première partie.
Une centaine d'artistes les accompagne dont Tony Chasseur, Jean-Luc Guanel, Jocelyne Labylle, Princess Lover et Tanya Saint-Val.
C'est également le départ de Claude Vamur, batteur, après 27 ans de collaboration. Hervé Laval assure l'intérim avant que le groupe donne la chance à un jeune batteur Thomas Bellon.
Kassav' devient, par la même occasion, le premier groupe français à remplir le Stade de France. Jean-Louis Aubert (en première partie du premier concert au Stade de France, par les Rolling Stones), puis Johnny Hallyday en 1998, s'y sont également produits auparavant.

## Liste des titres
| 1.  | Gadé An Ho                                                                                           | 2:52 |
| 2.  | Ayen Pa Mol                                                                                          | 4:53 |
| 3.  | Sé Dam Bonjou                                                                                        | 4:45 |
| 4.  | Wonderful                                                                                            | 1:26 |
| 5.  | Ou Lé (Feat. D.Daly)                                                                                 | 3:24 |
| 6.  | Mové Jou                                                                                             | 5:30 |
| 7.  | Medley Mazouk (inclus SOS Mémé, Les Années Folles, Rikwazé'w, Rachétchè)                             | 6:05 |
| 8.  | Kolé Séré (Feat. Fanny J et Ralph Thamar)                                                            | 4:46 |
| 9.  | Medley Pipo et Jocelyne (inclus Filé Zétwal, Doméyis, Son-lari)                                      | 7:03 |
| 10. | Medley Gwoka (inclus Lagé Mwen Pou Mwen Pé Palé (Feat. Tanya Saint-Val), Lov and Ka Dance, Kassav' ) | 6:59 |
| 11. | Chiré (Feat. Jocelyne Labylle)                                                                       | 4:22 |
| 12. | Yélélé                                                                                               | 8:41 |
| 13. | Pa Bizwen Palé (Feat. Princess Lover)                                                                | 4:33 |
| 14. | Siyé Bwa (Feat. Fally Ipupa)                                                                         | 3:39 |

| 1.  | Medley Zouk-Lov (Feat. Tony Chasseur - inclus Ou Chanjé, Si'wa Pa La, Ké Sa Lévé, Imajiné, Sé'w Mwen Enmé) | 10:35 |
| 2.  | Zioum | 3:07  |
| 3.  | Bel Kréati (Feat. Jean-Luc Guanel)                                                                         | 3:54  |
| 4.  | Medley Jean-Claude (inclus An Mouvman, Ou Ped Fil-Aw)                                                      | 5:43  |
| 5.  | Rété | 3:35  |
| 6.  | Medley Jocelyne (inclus Soleil, Siwo, Mwen Alé, Kay-Manman)                                                | 7:19  |
| 7.  | Tim Tim Bwa-sék'                                                                                           | 7:20  |
| 8.  | Medley Jacob (inclus Oh Madiana, Pa Lagé, Soulajé Yo, Tout la Riviè Ka Désann An Lanmè)                    | 17:59 |
| 9.  | Pou Zot | 5:52  |
| 10. | Zouk-la Sé Sel Médikaman Nou Ni (Feat. Andy Narell)                                                        | 6:38  |

## Composition du groupe
- Jocelyne Béroard et Jean-Philippe Marthely : chant lead
- Jacob Desvarieux : chant, guitare
- Jean-Claude Naimro : chant, clavier
- Georges Décimus : basse
- Philippe Joseph : clavier
- Hervé Laval : batterie
- Patrick Saint-Élie : percussions
- Claude Pironeau : saxophone
- Fabrice Adam et Freddy Hovsepian : trompette
- Hamid Belhocine : trombone
- Marie-Josée Gibon, Jean-Jacques Séba et Marie-Céline Chroné : chœurs

## Certification
| Région                                                                                                 | Certification | Ventes/Streams |
| --- | ------------- | -------------- |
| France (UPFI)                                                                                          | Or            | 100 000        |
| *Ventes selon la certification ^Mise en rayon selon la certification xNon précisé par la certification |               |                |